# Conus lemniscatus
Conus lemniscatus é uma espécie de gastrópode da família Conidae. Endêmica do Brasil, onde pode ser encontrada nos estados do Espírito Santo, Rio de Janeiro, São Paulo, Paraná e Santa Catarina.